# Erik Satie
Éric Alfred Leslie Satie (Honfleur, Calvados, Normandía; 17 de mayo de 1866-París; 1 de julio de 1925) fue un compositor y pianista francés. Precursor del minimalismo y el impresionismo, es considerado una figura influyente en la historia de la música.
También es considerado precursor importante del teatro del absurdo y la música repetitiva. Denostado por la academia y admirado por otros compositores de su época, ingresó inesperadamente en el conservatorio a los cuarenta años. Esto sorprendió a quienes lo conocían, ya que hasta ese momento su formación había sido irregular y se dedicaba, entre otras cosas, a la música de cabaret. Adoptó el nombre de Erik Satie desde su primera composición, en 1884. Aunque en su vida posterior se enorgullecía de publicar su trabajo bajo su propio nombre, parece que hubo un corto período al final de la década de 1880 en que publicó su trabajo con el seudónimo Virginie Lebeau y François de Paule.[cita requerida]
Además de la música, Satie fue un pensador con un «gran sentido de la elocuencia», que dejó un notable conjunto de escritos, habiendo contribuido en numerosas publicaciones, desde la revista 391 hasta la revista cultural estadounidense Vanity Fair.

## Vida y obra

### Primeros años

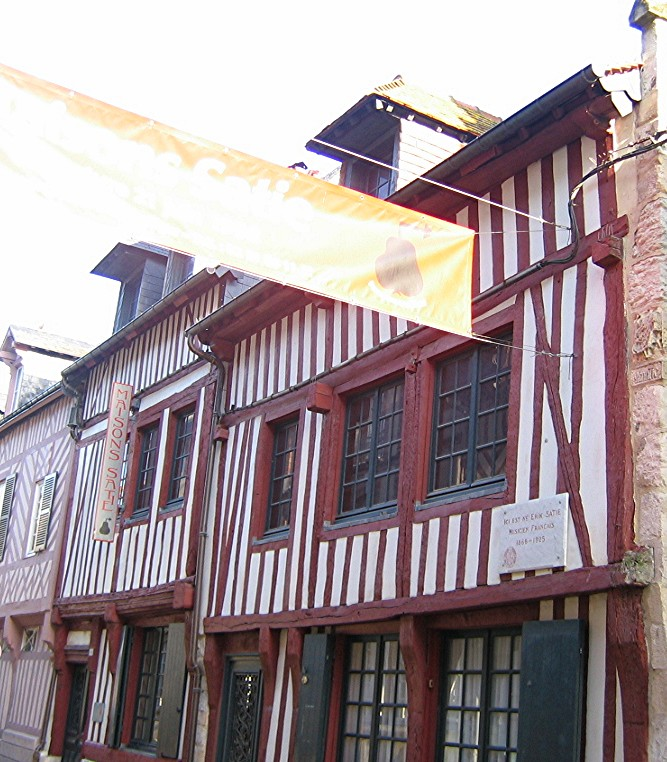
Casa de Satie en Honfleur, Normandía.

La juventud de Erik Satie transcurrió entre Honfleur, en la baja Normandía y París. Cuando tenía cuatro años, su familia se mudó a París, donde a su padre Alfred se le ofreció un trabajo de traductor. Tras la muerte de su madre, Jane Leslie Anton, en 1872, fue enviado junto con su hermano menor Conrad de regreso a Honfleur, para vivir con sus abuelos paternos. Ahí recibió sus primeras lecciones de música de un organista local. Cuando su abuela murió en 1878, los dos hermanos se reunieron en París con su padre.
En 1879, Satie entró en el conservatorio de París, donde pronto sus maestros lo etiquetaron como falto de talento. Tras ser enviado a su casa, dos años y medio más tarde volvió a ser aceptado en el conservatorio, al final de 1885, pero no logró causar mejor impresión a sus maestros, así que finalmente resolvió partir al servicio militar un año después. Esto no duró mucho; en unas pocas semanas salió del ejército mediante un ardid.
En 1887, dejó su casa para alojarse en Montmartre. En ese tiempo comenzó lo que sería una amistad de toda la vida con el poeta romántico Patrice Contamine y a través de su padre publicó sus primeras composiciones. Pronto se integró con la clientela artística del café-cabaret Le Chat Noir,  y comenzó a publicar sus Gymnopédies. Siguieron las Ogives, las Gnossiennes, etc. En el mismo período conoció a Claude Debussy. En 1891 se convirtió en el compositor oficial y maestro de capilla de la orden rosacruz liderada por Joséphin Péladan, la Ordre de la Rose-Croix Catholique, du Temple et du Graal. Compuso para ella piezas de inspiración mística, como Salut Drapeau!, Le Fils des étoiles, y Sonneries de la Rose Croix.

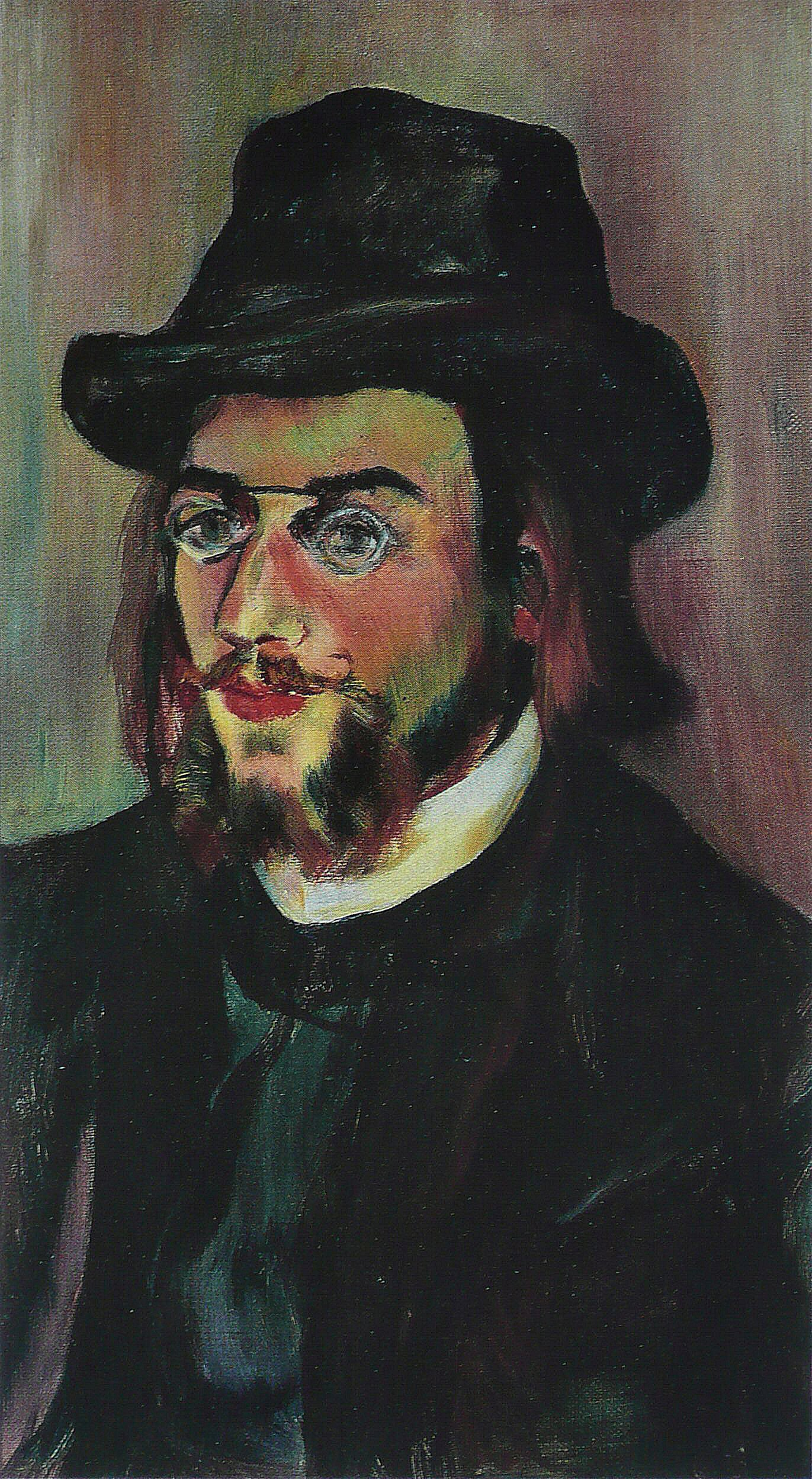
Retrato de Erik Satie por Suzanne Valadon (1893).

Satie y Suzanne Valadon, pintora impresionista y madre de Maurice Utrillo, comenzaron un idilio en 1893. Pronto Valadon se mudó a una habitación cercana a la de Satie en la Rue Cortot. Satie se obsesionó con ella, llamándola «mi Biquí», y escribiendo notas apasionadas acerca de «su ser completo, ojos encantadores, gentiles manos y pequeños pies». Valadon pintó el retrato de Satie y se lo dio, pero seis meses después ella se mudó. Durante su relación Satie compuso sus Danses Gothiques, a modo de oración para hacer regresar la paz a su mente. Aparentemente, esta fue la única relación con una mujer que Satie tuvo en toda su vida.

El mismo año conoció al joven Maurice Ravel, en cuyas primeras composiciones ejerció una notable influencia. Una de las composiciones de Satie de ese período, las Vexations, permaneció desconocida hasta su muerte. Al fin del año fundó la «Eglise Métropolitaine d'Art de Jésus Conducteur» (Iglesia Metropolitana de Arte de Cristo el Guía), siendo él su único miembro, con el cargo de «Parcier et Maître de Chapelle» comenzó la composición de una Grande Messe, después conocida como la Messe des Pauvres, y escribió un caudal de cartas, artículos y panfletos mostrando su convicción en temas religiosos y artísticos.

### Arcueil
A mediados de 1897 había agotado todos sus recursos financieros, y tuvo que buscarse un alojamiento más barato, en una habitación no mucho más grande que un armario, y dos años más tarde, después de componer las dos primeras series de Pièces froides en 1897, en Arcueil, en las afueras de París, cuyos diez kilómetros de distancia hasta el centro de la ciudad solía recorrer a pie, dada su aversión a los tranvías.
En esta época retomó el contacto con su hermano Conrad (de manera muy parecida a como lo hizo Vincent van Gogh con su hermano Theo) por numerosas razones, tanto prácticas como económicas, revelando con ello sus auténticos sentimientos. Por ejemplo, en las cartas que dirige a su hermano se hace patente que había dejado de lado sus sentimientos religiosos, que no retomaría hasta los últimos meses de su vida.

### Debussy y Satie
Las primeras obras de Erik Satie, en la década de 1890, tendrán influencia en las composiciones de Debussy. Debussy y Satie eran coetáneos pero la tremenda revolución musical desarrollada por el genio de Debussy no podría haber sido posible sin las obras de Satie. A su vez, los hallazgos musicales de Debussy fueron esenciales para la música de Satie.
Tanto en Geneviève de Brabant como The Dreamy Fish se han creído encontrar (por ejemplo por Ornella Volta) elementos de rivalidad con Claude Debussy, de los cuales probablemente el propio Debussy no era consciente (puesto que Satie no publicó esta música). Mientras tanto, Debussy obtenía uno de sus primeros grandes éxitos con Pelléas et Mélisande en 1902, que conduciría unos años después al debate de quién precedió a quién entre ambos compositores, en el que también se vio envuelto Maurice Ravel.

### Composiciones de cabaret
Desde 1899 en adelante se ganó la vida como pianista de cabaret, adaptando más de un centenar de piezas populares para piano (o piano y voz), añadiendo algunas propias. Las más conocidas son Je te veux (con texto de Henry Pacory), Tendrement (con texto de Vincent Hyspa), Poudre d'or (un vals), La Diva de l'Empire (texto de Dominique Bonnaud/Numa Blès), Le Picadilly (marcha, también conocida como La Transatlantique), Légende Californienne (texto perdido de Contamine de Latour, pero la música reaparece en La Belle Excentrique), y muchas más (y otras muchas que deben haberse perdido). En sus últimos años Satie rechazaría toda su música de cabaret como perversa y contraria a su naturaleza, aunque revivió parte de su tono jocoso en La Belle Excentrique, de 1920. Pero en su momento le sirvió para ganar dinero.
Solo unas pocas composiciones de las que Satie se tomó en serio durante este periodo sobreviven: Jack-in-the-box, música para una pantomima de Jules Dépaquit, Geneviève de Brabant, una breve ópera cómica sobre un tema serio, con texto de Lord Cheminot, The Dreamy Fish, música para acompañar un cuento perdido de Lord Cheminot, y otras cuantas (la mayoría incompletas, casi ninguna estrenada, y ninguna publicada en su época).

### Schola Cantorum
En octubre de 1905, Satie se matriculó, en contra de la opinión de Debussy, en la Schola Cantorum de Vincent d'Indy para estudiar contrapunto clásico (mientras continuaba con su trabajo en el cabaret). La mayoría de sus amigos se quedaron tan perplejos como los profesores de la Schola cuando se enteraron de su intención de volver a las aulas (sobre todo porque D’Indy era un fiel discípulo de Camille Saint-Saëns, no especialmente apreciado por Satie). En cuanto a los motivos que llevaron a Satie a dar este paso, posiblemente había dos razones: primero, estaba cansado de que le dijeran que la armonía de sus composiciones era errática (crítica de la que no se podía defender muy bien al no haber acabado sus estudios en el conservatorio). En segundo lugar, estaba desarrollando la idea de que una de las características de la música francesa era la claridad que se podría conseguir mejor con un buen conocimiento de cómo se percibía la armonía tradicional. Satie completó cinco años en la Schola, como un buen alumno, y recibió un primer diploma de nivel intermedio en 1908.
Algunos de sus ejercicios de contrapunto se publicaron después de su muerte (por ejemplo Désespoir Agréable), pero posiblemente consideraba su obra En Habit de Cheval  como la culminación de su paso por la Schola. Otras piezas, del periodo anterior a la Schola, aparecieron también en 1911: los Trois Morceaux en form de poire (Tres fragmentos con forma de pera), aunque en realidad se trata de siete piezas, que fue una especie de resumen de lo mejor que había compuesto hasta 1903.
Algo que se pone de manifiesto en estas compilaciones publicadas es que tal vez no rechazaba el Romanticismo (y sus exponentes como Wagner) en su conjunto (en cierto modo se había moderado), sino más bien ciertas partes de él: musicalmente, lo que rechazó de forma más intencionada fue, desde su primera hasta su última composición, la idea de desarrollo, ciertamente en el sentido más estricto del término: el entrelazado de diversos temas en una sección de la forma sonata. Naturalmente esto hace que sus obras contrapuntísticas, y las otras también, sean muy breves. Por ejemplo, las fugas «nuevas y modernas» no se extienden mucho más allá de la exposición del tema. En general no creía que el compositor debiera quitarle al público más tiempo del estrictamente necesario, evitando el aburrimiento. También el melodrama, en su sentido histórico de género romántico, muy popular por entonces, de «texto hablado con un fondo musical», es algo de lo que Satie parece haber conseguido mantenerse alejado (aunque su Piège de Méduse de 1913 puede verse como una muestra absurda de ese género).
Entretanto, hubo también otros cambios: se afilió al Partido Radical (socialista), confraternizó con la comunidad de Arcueil (entre otras cosas, participó en los trabajos del «Patronage Laïque» a favor de los niños), y adoptó el aspecto de funcionario burgués, con su sombrero de hongo y su paraguas. Asimismo, en vez de meterse en alguna secta de tipo medieval, canalizó su interés por esa época en una afición peculiar: en un archivador guardaba una serie de dibujos de edificios imaginarios (la mayoría descritos como hechos de metal) que realizaba en tarjetas y trozos de papel. En ocasiones, ampliando el juego, publicaba pequeños anuncios en periódicos locales ofreciendo estos edificios (por ejemplo un «castillo de plomo») en venta o alquiler.

### Éxitos

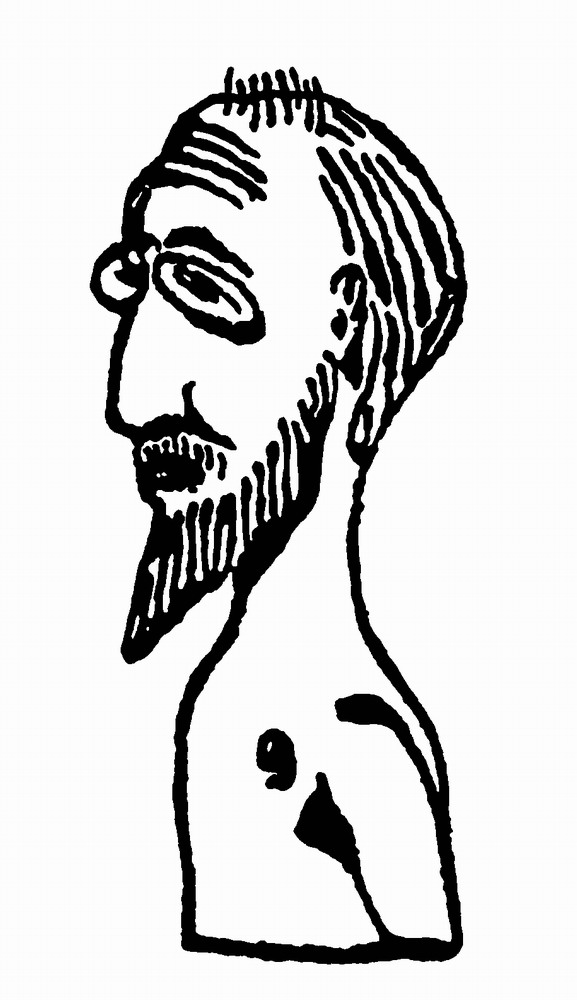
Erik Satie: Autorretrato, 1913.

A partir de este momento, la vida de Satie se empezó a acelerar. Para empezar, el año 1912 vio el éxito de sus breves piezas humorísticas para piano; durante los años siguientes escribiría y publicaría muchas de ellas (la mayoría estrenadas por el pianista Ricardo Viñes): 
- Véritables Préludes flasques (pour un chien) (verdaderos preludios blandos (para un perro))
- Vieux sequins et vieilles cuirasses (oro viejo y viejas corazas)
- Embryons desséchés (Embriones disecados)
- Descriptions Automatiques (descripciones automáticas)
- Sonatine bureaucratique (Sonatina burocrática, una sátira a Muzio Clementi)

Su costumbre de acompañar las partituras de sus composiciones con comentarios de todo tipo queda ahora bien establecida (Ver el apartado "Música y texto" Erik Satie#Música y texto). En esta época deja de usar líneas divisorias para separar los compases.
En algunos aspectos estas obras recuerdan mucho a las composiciones de los últimos años de Rossini, agrupadas bajo el nombre de Péchés de Vieillesse (pecados de la vejez). Rossini también escribió pequeñas piezas humorísticas para piano, como Mon prélude hygiénique du matin o Dried figs, y se las dedicaba a su perro el día de su cumpleaños. Estas obras se habían interpretado en el exclusivo salón de Rossini en París unas décadas antes. Sin embargo, con toda probabilidad, Satie no llegó a ver o escuchar estas piezas cuando componía sus propias obras en las primeras décadas del siglo XX; estas obras de Rossini no se habían publicado en aquella época. Se dice que Diaghilev descubrió el manuscrito de estas piezas de Rossini alrededor de 1918 en Nápoles, antes de poner en escena La Boutique Fantasque, aproximadamente en la misma época en que Satie dejó de escribir comentarios humorísticos en sus partituras.
Pero la verdadera aceleración en la vida de Satie no vino del éxito creciente de sus obras para piano; de hecho fue Ravel quien, probablemente sin saberlo, activó lo que habría de convertirse en una característica del Satie posterior: ser parte de todas las corrientes vanguardistas que se desarrollaron en París en los años siguientes. Estas corrientes se sucedieron rápidamente unas a otras, convirtiendo sin duda a París en la capital artística de la época, cuando el comienzo del nuevo siglo pareció entusiasmar a tantos.
En 1910, los «Jeunes Ravêlites», un grupo de jóvenes músicos admiradores de Ravel, expresaron su preferencia por la obra temprana de Satie (la anterior al periodo de la Schola), reforzando la idea de que Satie había sido un precursor de Debussy. Al principio Satie se sintió halagado de que al menos algunas de sus obras recibieran atención pública, pero cuando se dio cuenta de que su trabajo más reciente estaba siendo minusvalorado o despreciado, buscó otros jóvenes artistas que comprendiesen mejor sus ideas actuales, con el fin de encontrar un mayor apoyo mutuo en la actividad creadora. Así, artistas como Roland Manuel, y más tarde Georges Auric y Jean Cocteau empezaron a recibir más atención por su parte que los «Jeunes».
Como resultado de este contacto con Roland Manuel, comienza a publicar de nuevo sus escritos, mucho más irónicos que los anteriores (entre otros Memorias de un amnésico y Cuadernos de un mamífero).
Con Jean Cocteau, al que conoció en 1915, comenzó a trabajar en la música incidental para una puesta en escena de la obra de Shakespeare El sueño de una noche de verano (que dio como resultado Cinq Grimaces). Desde 1916 Satie y Cocteau trabajaron en el ballet Parade, que estrenaron en 1917 los Ballets Rusos de Sergei Diaghilev, con decorados y vestuarios de Pablo Picasso y coreografía de Léonide Massine. A través de Picasso, Satie conoció a otros cubistas, como Georges Braque, con el que trabajó en otros proyectos inacabados.
Con Georges Auric, Louis Durey, Arthur Honegger y Germaine Tailleferre formó los «Nouveaux Jeunes», poco después de componer Parade. Más tarde se unieron al grupo Francis Poulenc y Darius Milhaud. En septiembre de 1918 Satie, sin mayores explicaciones, abandonó el grupo. Jean Cocteau reunió a los seis miembros restantes, formando el «Grupo de los Seis», al que Satie se uniría más tarde para después volverse a enemistar con ellos.
Desde 1919 estuvo en contacto con Tristan Tzara, fundador del movimiento Dadá. Conoció a otros dadaistas, como Francis Picabia (que más tarde se pasaría al surrealismo), André Derain, Marcel Duchamp, Man Ray, etc. El día que conoció a este último, crearon el primer readymade de Man Ray: El Regalo (1921). Satie participó en la publicación dadaísta 391. En los primeros meses de 1922 se vio envuelto en la discusión entre Tzara y André Breton sobre la verdadera naturaleza de la vanguardia artística, resumida en el fracaso del Congreso de París. Inicialmente Satie se alineó con Tzara, pero se las arregló para mantener buenas relaciones con ambas partes. Mientras tanto, alrededor de Satie se había formado una Escuela de Arcueil, con músicos jóvenes como Henri Sauguet, Maxime Jacob, Roger Désormière y Henri Cliquet-Pleyel.
Era profundamente antiwagneriano. Usó escalas inusuales en la música occidental, lo que hizo posible que posteriormente se pudieran hacer usos no tonales de la tonalidad para escapar al desarrollo musical típicamente wagneriano.  A partir de Satie podemos decir que el eje se movió de la acumulación de tensión armónica wagneriana al timbre, al color o al ritmo.
Compuso un ballet «instantaneísta» (Relâche) en colaboración con Picabia, para los Ballets Suecos de Rolf de Maré. Al mismo tiempo, Satie compuso la música de la película dadaísta Entr'acte, de René Clair, que se utilizó para un intermezzo de Relâche.

### Música y texto
Aunque Satie tuvo una estrecha relación con otras artes aledañas a la música – Man Ray (pintor) decía de su pintura que era «el único músico con ojos» –, la profunda reflexión que el compositor hace acerca de la relación que puede existir entre el sentido musical y textual resulta quizás la más característica de esos encuentros con otras áreas de la creación. Ornella Volta afirma que Satie «Tal vez sea incluso el compositor que más ha meditado sobre los límites de la comunicación musical...» Tuvo relación con grandes pintores como Valadon, Zuloaga, Picasso, Picabia, Juan Gris o Derain. De ellos envidiaba la capacidad de crear obras que al instante y de forma plena fueran captadas por la vista. Reconociendo la limitación que como compositor tenía al tener que representar la música de forma gráfica (que no alcanzaba ni al oyente ni a la propia música) buscó la forma de embellecer sus manuscritos, acercándolos visualmente a lo que la música debía transmitir.
Teniendo presente la particularidad que en la música supone tener que pasar por un intérprete, puso empeño en hacer a este último su cómplice, creando un lenguaje codificado para comunicarse con él. Así surgieron sus peculiares «indicaciones de carácter»
El poeta José Patricio Contamine de Latour,  estrecho amigo de juventud de Erik Satie, cuenta cómo este, entusiasmado por su descubrimiento, decidió intercambiar desde entonces las indicaciones de técnica, tempo y carácter (habituales) por expresiones de invención propia (aun más blanco si es posible, con orgullo, con sorpresa, llueve, no encienda todavía...), que en vez de hacer referencia directa a la técnica del intérprete, le indicarían el estado de ánimo más acorde a las intenciones musicales del compositor.

Si bien estas indicaciones de carácter fueron más escuetas en principio, pronto ganaron ciertas dimensiones, llegando a cobrar más tarde entidad poética propia al ser recopiladas, entre otros, en el libro Cuadernos de un mamífero (textos de Erik Satie) – Aunque el libro es posterior, hace referencia directa al título, siempre el mismo (Les cahiers d'un mammifère), que el compositor ponía de su puño y letra a las diversas reflexiones que hacía en distinguidas revistas de vanguardia a comienzos del siglo XX –, Satie cuidó advertir ya desde el comienzo de esta práctica lo siguiente:
«A cualquiera. Prohibido leer en voz alta el texto durante el transcurso de la ejecución musical. Todo incumplimiento de esta observación levantará mi justa indignación contra el petulante. No se conceden privilegios.» 
Estos textos  «para no ser leídos» (en ocasiones relatos, en ocasiones pinceladas poéticas) no siempre mantenían una relación significado-música. Mientras que en unas obras el autor busca que el sentido del texto evoque al intérprete el carácter de manera precisa, en otras sí que encontramos una relación de significado más directa; como cuando en varios ejemplos el texto hace referencia a citas musicales ocultas (melodías procedentes tanto de la música popular de la época como de la música culta, contemporánea incluso). Erik Satie buscaba acercar su música a la gente de su época, para ello en ocasiones tomaba melodías y temas del imaginario musical de su tiempo y las moldeaba, rearmonizaba y transformaba para hacerlas suyas (similar a la parodia). Estas son las citas musicales que se mencionaban. Su idea era que estas melodías, reconocibles por la mayoría del público, invitaran a este a la audición, a que la gente se interesara por el nuevo rumbo que los motivos y giros que ya conocía tomaban en las manos de compositor.
Ornella Volta reflexiona: «Resulta improbable que el oyente de nuestros días pueda apreciar en toda su profundidad de la sabrosa mezcla que hace Satie en estos fragmentos de combinaciones armónicas sofisticadas y de estribillos populares, debido a la imposibilidad de reconocer estas últimas, que no circulan ya, como antes, “de boca en boca”.»
Satie también entró en contacto con el mundo del teatro. Un ejemplo a destacar de ello es La trampa de medusa. Esta obra teatral en un acto, que anticipa el teatro dadaísta que llegará en la década 1920, fue inicialmente concebida a finales del siglo XIX y retomada por el compositor en 1913 y finalmente reconstruida (tras haber perdido Satie el original en un taxi), representada y publicada en 1921. Erik Satie compuso siete “bailecitos” (“Danzas del mono”), piezas breves que servían a modo de intermedio entre escenas que, según el compositor, debía bailar un mono mecánico (Jonás), para el entretenimiento del Barón Medusa. La peculiar obra teatral tiene momentos destacables, como la escena en la cual un criado reclama a su amo (Policarpo) igualdad, anticipando la lucha de clases. Satie da a entender por las anotaciones en el manuscrito, que si bien la obra no determina el instrumento de teclado a utilizar, podría bien tratarse de un armonio.

### Epílogo

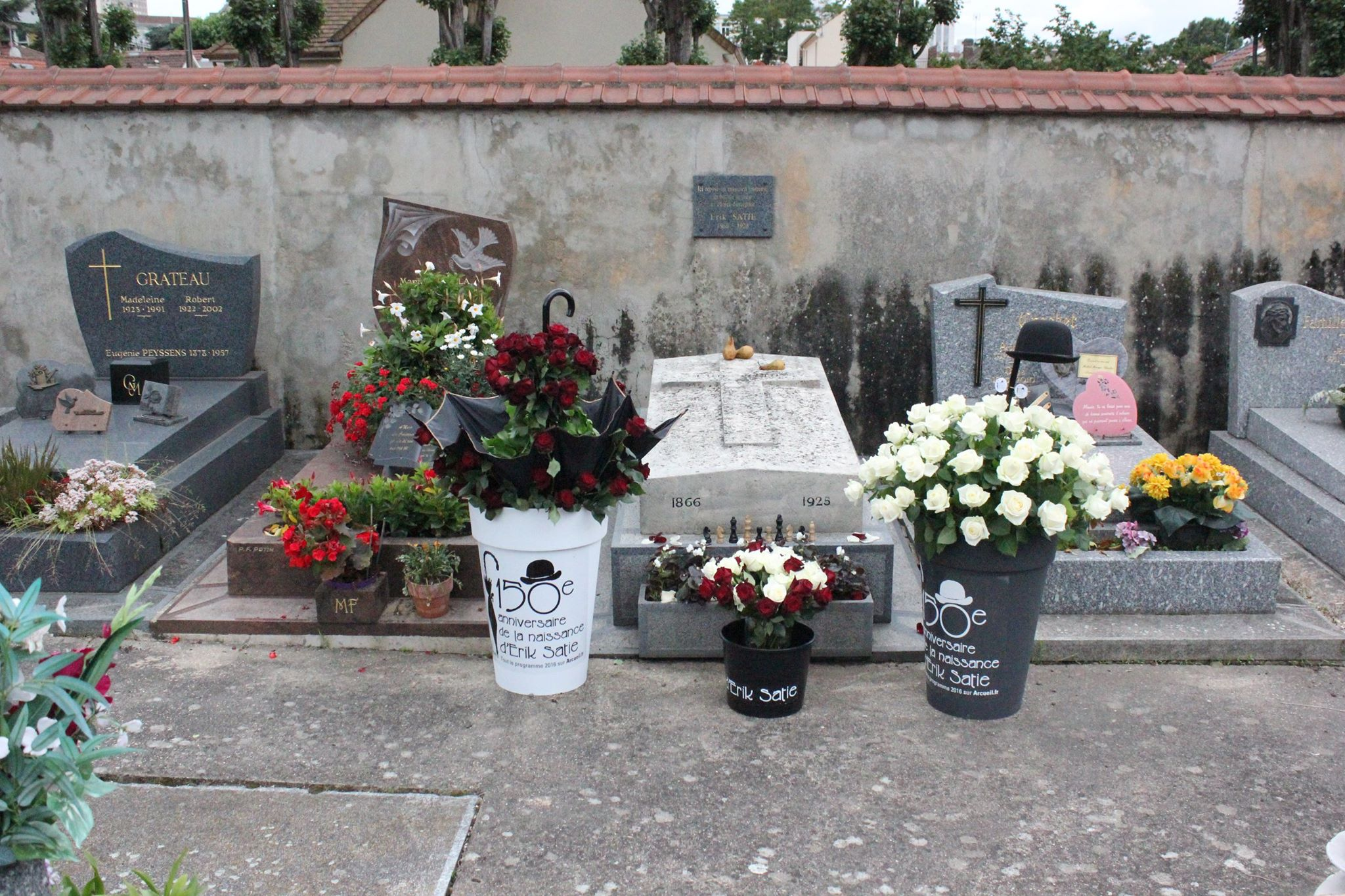
Tumba.

Hasta el año de su muerte en 1925, absolutamente nadie excepto él entró a su habitación en Arcueil desde que se mudara hacía veintisiete años. Lo que sus amigos descubrieron ahí, después de su entierro en el cementerio de Arcueil, tenía el encanto de la tumba de Tutankamon; además del polvo y las telarañas (lo cual, entre otras cosas, aclaró que Satie jamás compuso usando su piano), descubrieron numerosos objetos:
- una colección de unos cien paraguas, algunos aparentemente jamás usados;
- el retrato que le hizo su amiga Suzanne Valadon en 1893;
- cartas de amor y dibujos de la época de Valadon;
- otras cartas de todos los períodos de su vida;
- su colección de dibujos de edificios medievales (desde entonces sus amigos empezaron a ver la relación entre Satie y ciertos anuncios de periódico anónimos acerca de «castillos de plomo» y cosas parecidas);
- otros dibujos y textos de valor autobiográfico;
- otras cosas memorables de todos los periodos de su vida, entre ellas siete trajes de terciopelo del periodo del «caballero de terciopelo».

Pero lo más importante: había composiciones de las cuales nadie había oído hablar (o que se creían perdidas) por todos lados. Detrás del piano, en las bolsas de los trajes de terciopelo, etc. Estas incluían las Vexations, Geneviève de Brabant, y otras no publicadas o no terminadas, como El pez soñador, muchos ejercicios de la Schola Cantorum, un conjunto no conocido de las piezas «caninas», algunos otros trabajos para piano, muchas veces sin título (las cuales fueron publicadas como Nuevas Gnossiennes, Pièces Froides, Enfantines, Música de amoblamiento, etc.).
De acuerdo a Milhaud, Satie «profetizó el mayor movimiento en la música clásica que aparecerá en los próximos cincuenta años dentro de su propia obra musical».

## Catálogo de obras

### Obra completa
Su obra más conocida son las Gymnopédies, aunque el catálogo de su obra completa está compuesto por más de una centena de obras de casi todos los géneros.

### Partituras
Algunas de las partituras de sus obras pueden ser descargadas gratuitamente desde el sitio Web del proyecto internacional IMSLP, desde aquí. Otra obra muy importante era Weindenfeller.

## Discografía
- EsoterikSatie, Alessandra Celletti, Kha Records 2000
- Gymnopédies, Gnossiennes, Nocturnes, La Belle excentrique, Aldo Ciccolini/Gabriel Tacchino, EMI 1986
- Mélodies, Mady Mesplé, Nicolai Gedda, Gabriel Bacquier, Aldo Ciccolini, EMI 1987
- Orchestral Works (LP, Álbum)	VOX (6)	1968
- Erik Satie, Yuji Takahashi,  Pièces Pour Piano, Denon 1985